# 毒流
『毒流』（どくりゅう、英語: Shoes）は、1916年（大正5年）製作・公開、ブルーバード映画製作、ユニバーサル・フィルム・マニュファクチュアリング・カンパニー配給によるアメリカ合衆国のサイレント映画である。1922年（大正11年）に松竹蒲田撮影所が本作を原作に2作の劇映画を製作・公開しており、同2作についても本項で扱う。

## 略歴・概要
ソーシャルワークの先駆者として知られるジェーン・アダムズの小説をステラ・ウィン・ヘロンが翻案、ロイス・ウェバーが脚色して監督した作品である。1916年（大正5年）にユニバーサル・フィルム・マニュファクチュアリング・カンパニー（現在のユニバーサル・ピクチャーズ）の子会社として設立されたブルーバード映画が製作し、ユニバーサル社が配給して、同年6月26日にアメリカ合衆国で公開された。
日本では、播磨勝太郎が同年に設立した播磨ユニヴァーサル商会が独占配給し、同年10月18日に東京・浅草公園六区の帝国館を皮切りに全国で公開された。日本において評価の高かったブルーバード映画のうちでも、熱狂的に受け入れられた作品のひとつであり、当時の映画雑誌『活動之世界』には、
と評された。当時の日本映画は歌舞伎や新派の影響下にあり、また輸入映画の主流であったイタリア等のヨーロッパ映画も演劇的であり、平凡な舞台設定・人物設定をリアルに描く『毒流』は、日本の観客には、新しく風変わりなものに映ったという。
本作が日本で公開された時点では、松竹キネマ（現在の松竹）はまだ設立されていなかったが、設立後2年が経過した1922年（大正11年）、本作を原作に伊藤大輔が脚色、野村芳亭が監督した映画『海の呼声』を松竹蒲田撮影所が製作、松竹キネマが配給し、同年9月10日、東京・有楽町の有楽座等で公開された。同年、再び『毒流』を原作に、おなじく伊藤が脚色、牛原虚彦が監督した映画『傷める小鳥』をおなじく松竹蒲田が製作、松竹キネマが配給し、同年11月11日、浅草公園六区の大勝館等で公開されている。
現在、ロイス・ウェバーの監督したオリジナルの『毒流』は、アンソニー・スライドによれば断片のみが現存し、同監督の現存する17作のうちの1作である。ドイツ語の黒味字幕の付された5分の断片をオランダ映画博物館が所蔵し、寄贈された「小宮登美次郎コレクション」にあった672フィート、10分（18コマ/秒）の断片を日本の東京国立近代美術館フィルムセンターが所蔵している。
日本でのリメイク版『海の呼声』、『傷める小鳥』の上映用プリントは、いずれも東京国立近代美術館フィルムセンターに所蔵されておらず、マツダ映画社も所蔵していない。現状、観賞することの不可能な作品である。

## スタッフ・作品データ
- 製作 : フィリップス・スモーリー、ロイス・ウェバー
- 監督・脚本 : ロイス・ウェバー
- 原作 : ジェーン・アダムズ
- 翻案 : ステラ・ウィン・ヘロン
- 撮影 : キング・D・グレイ、スティーヴン・S・ノートン、アレン・G・シーグラー
- 製作 : ブルーバード映画
- 上映時間（巻数） : 約50分（5巻）[4]
- フォーマット : 白黒映画 - スタンダードサイズ（1.33:1） - サイレント映画
- 日本初回興行 : 浅草・帝国館

## キャスト
- クレジット順
  - メアリー・マクラレン （Mary MacLaren） - エヴァ・メイヤー
  - ハリー・グリフィス （Harry Griffith[11]） - その父
  - マッティ・ウィッティング （Mattie Witting[12]） - その母
  - ジェシー・アーノルド （Jessie Arnold[13]） - リー
  - ウィリアム・V・モング （William V. Mong） - キャバレー・チャーリー
- ノンクレジット
  - リナ・バスケット （Lina Basquette）
  - ヴァイオレット・スクラム （Violet Schram[14]）

## ストーリー
エヴァ（メアリー・マクラレン）は、街の市場で働く売り子である。エヴァの靴はもうボロくて壊れてしまっている。エヴァの父（ハリー・グリフィス）は失業しており、母（マッティ・ウィッティング）と妹弟たちをエヴァひとりが養っている。友人のアン（不明）がふさぎ込むエヴァに対して、エヴァに気がある男がいるからと酒場に遊びに来るように誘うが、エヴァはその気にはなれない。
1週間が経ち、給料日になり、貰った週給をエヴァは母に渡し、アンの誘いに乗って思い切って酒場に出かけてみる。きらびやかなシャンデリアや踊り子の舞う空間に気圧されて、隅の方に腰掛けるエヴァをアンは見つけ出し、気があるという男と引き合わせる。
その夜、エヴァは遅く家に帰りつくと、母の胸に顔を埋めて泣くのだった。非常に嫌な体験であったのだ。そこへ顔を輝かせて父が帰って来る。就職先が決まったのだ。いままでありがとうと父に言われ、希望を感じるエヴァ。一家の晩餐である。

## リメイク

### 海の呼声
『海の呼声』（うみのよびごえ）は、1922年（大正11年）製作・公開、松竹蒲田撮影所製作、松竹キネマ配給、野村芳亭監督による日本の長篇劇映画、現代劇のサイレント映画である。『海の叫び』（うみのさけび）とも題した。1916年（大正5年）製作・公開のアメリカ合衆国の映画、ロイス・ウェバー監督の『毒流』を原作とする。

#### スタッフ・作品データ
- 監督 : 野村芳亭
- 原作 : ブルーバード映画『毒流』
- 脚色 : 伊藤大輔
- 撮影 : 小田浜太郎
- 製作 : 松竹蒲田撮影所
- 上映時間（巻数 / メートル） : 約88分[15]（6巻 / 1,829メートル）
- フォーマット : 白黒映画 - スタンダードサイズ（1.33:1） - サイレント映画
- 初回興行 : 有楽町・有楽座

#### キャスト
- 井上正夫
- 鈴木歌子
- 酒井米子
- 正邦宏
- 寺島栄一

### 傷める小鳥
『傷める小鳥』（いためることり）は、1922年（大正11年）製作・公開、松竹蒲田撮影所製作、松竹キネマ配給、牛原虚彦監督による日本の長篇劇映画、現代劇のサイレント映画である。1916年（大正5年）製作・公開のアメリカ合衆国の映画、ロイス・ウェバー監督の『毒流』を原作とする。

#### スタッフ・作品データ
- 監督 : 牛原虚彦
- 原作 : ブルーバード映画『毒流』
- 脚色 : 伊藤大輔
- 撮影 : 碧川道夫
- 製作 : 松竹蒲田撮影所
- 上映時間（巻数 / メートル） : 約88分[15]（6巻 / 1,829メートル）
- フォーマット : 白黒映画 - スタンダードサイズ（1.33:1） - サイレント映画
- 初回興行 : 浅草・大勝館

#### キャスト
- 三村千代子
- 関根達発
- 伊東惇兆
- 児島三郎
- 花川環
- 三浦しげ子

## 関連事項
- オランダ映画博物館 （en:Netherlands Filmmuseum）

## 註
1. 1 2 3  Shoes, Internet Movie Database （英語）, 2010年4月5日閲覧。
2. 1 2 3 4  海の呼声、日本映画データベース、2010年4月5日閲覧。
3. 1 2 3 4  傷める小鳥、日本映画データベース、2010年4月5日閲覧。
4. 1 2  『日本映画発達史 I 活動写真時代』 、田中純一郎、中公文庫、1975年12月10日 ISBN 4122002850, p.257-261.
5. 1 2 3  『日本映画発達史 I 活動写真時代』、p.261.
6. ↑  Lois Weber, or the exigency of writing: part six, William D. Routt, www.latrobe.edu.au （ラ・トローブ大学）、2010年4月5日閲覧。
7. ↑  Shoes （英語）, ウォーカー・アート・センター、2010年4月5日閲覧。
8. ↑  『FC89 発掘された映画たち - 小宮登美次郎コレクション』、東京国立近代美術館フィルムセンター、1995年11月2日刊。
9. ↑  所蔵映画フィルム検索システム、東京国立近代美術館フィルムセンター、2010年4月5日閲覧。
10. ↑  主な所蔵リスト 劇映画＝邦画篇、マツダ映画社、2010年4月5日閲覧。
11. ↑  Harry Griffith - IMDb（英語）, 2010年4月5日閲覧。
12. ↑  Mattie Witting - IMDb（英語）, 2010年4月5日閲覧。
13. ↑  Jessie Arnold - IMDb（英語）, 2010年4月5日閲覧。
14. ↑  Violet Schram - IMDb（英語）, 2010年4月5日閲覧。
15. 1 2  Film Calculator換算結果（18pfs換算）、コダック、2010年4月5日閲覧。